# European Robotics Research Network
Das European Robotics Research Network (EURON) war ein Forschungsprojekt der Europäischen Union, das vom 1. Dezember 2000 bis zum 30. April 2004 lief. Am Projekt waren 118 Robotik-Forschungszentren beteiligt. Die Ziele des Projekts lagen in fünf Bereichen: Forschungskoordinierung, Ausbildung und Schulung, Verbindungen zur Industrie, Informationsverbreitung und internationale Verbindungen. Bei der Forschungskoordination sollte eine Roadmap für die Forschung in Europa und Benchmarks für Forschung und Entwicklung erarbeitet werden.
Es gab ein Anschlussprojekt Beyond Robotics mit einer Laufzeit von 2004 bis 2008 und folgenden Zielen:
- Kognitive Roboter, die fortschrittliche Sensoren und künstliche Intelligenz (KI) nutzen, um eigene Entscheidungen zu treffen, mit Arbeitern zu interagieren und aus Erfahrungen zu lernen, um ihre Leistung zu verbessern.
- Hybride bionische Systeme (Humanaugmentation): Erweiterung der menschlichen Fähigkeiten bei der Wahrnehmung der Umwelt, der Bewegung und der Interaktion mit anderen Menschen.
- Autonome Mikrorobotergruppen: Gruppen heterogener Roboter, die kollektives Verhalten und Intelligenz zeigen und in der Lage sind, sich in unstrukturierten Umgebungen selbst zu organisieren und weiterzuentwickeln, um ein globales Ziel zu erreichen.

Eine EURON Roboethics Roadmap wurde 2006 veröffentlicht. Sie beruht auf der Zusammenarbeit von mehr als 50 Natur- und Geisteswissenschaftlern. Ausgehend von universell akzeptierten ethischen Grundsätzen werden für verschiedene Roboterkategorien Entwicklungen prognostiziert, Probleme aufgezeigt und Empfehlungen für Forschung, Entwicklung und Politik formuliert.